# オリオール・リエラ

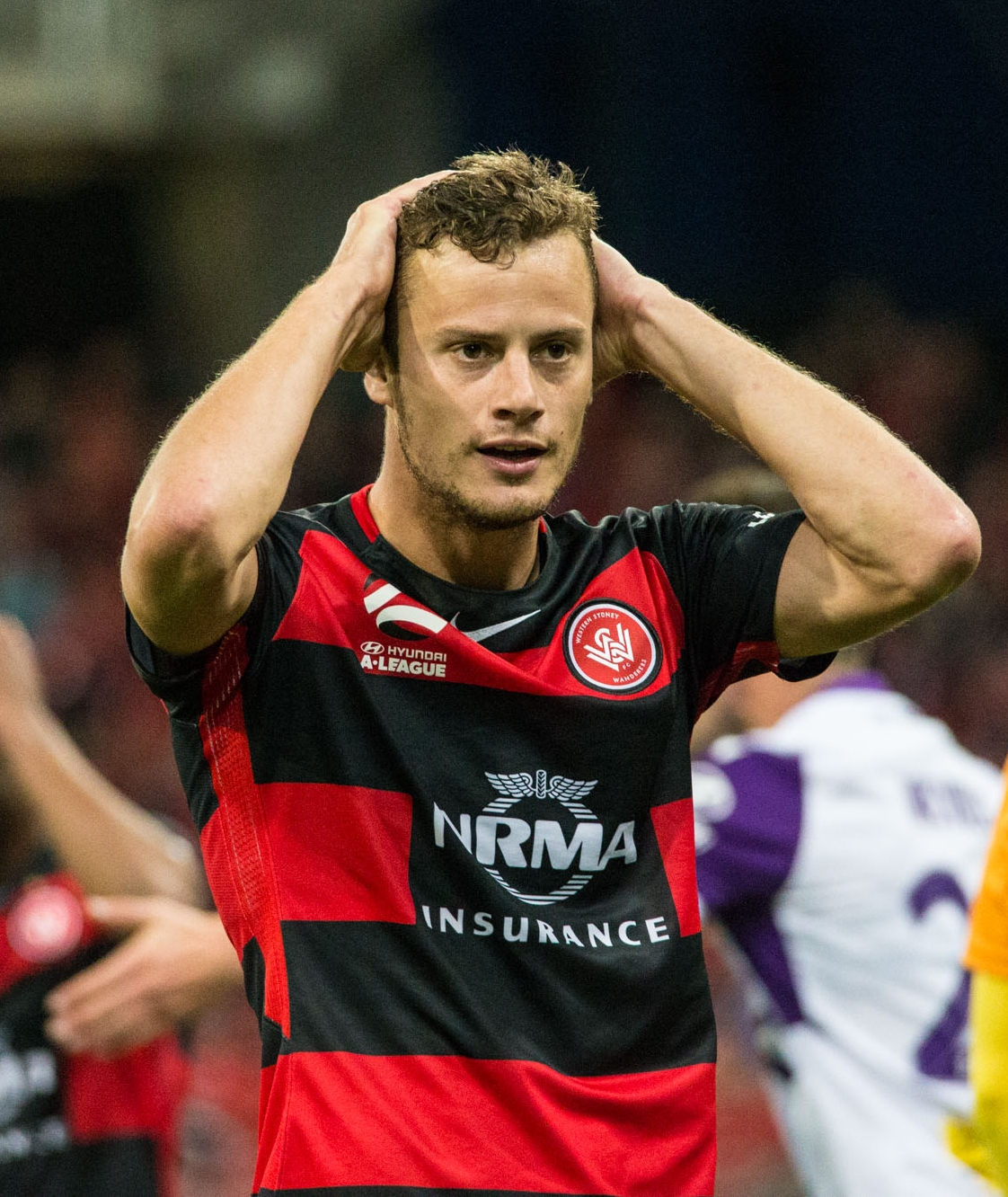
オリオール・リエラ

オリオール・リエラ・マヘム（Oriol Riera Magem、1986年7月3日 - ）は、スペイン・ビック出身の元サッカー選手。サッカー指導者。現役時代のポジションはフォワード。
兄のアルベルト・リエラもプロサッカー選手である。

## 所属チーム
- FCバルセロナC 2004-2006
- FCバルセロナB 2004-2006
- クルトゥラル・レオネサ 2006-2008
- セルタ・デ・ビーゴB 2008-2010
- セルタ・デ・ビーゴ 2010
- コルドバCF 2010-2011
- ADアルコルコン 2011-2013
- CAオサスナ 2013-2013
- ウィガン・アスレティックFC 2014-2015
  -  デポルティーボ・ラ・コルーニャ 2015 (loan)
- デポルティーボ・ラ・コルーニャ 2015-2017
  -  CAオサスナ 2016-2017 (loan)
- ウェスタン・シドニー・ワンダラーズFC 2017-2019
- CFフエンラブラダ 2019-2020